# Alpenden
Alpenden of arve (Pinus cembra) is een soort uit de dennenfamilie (Pinaceae).  De wetenschappelijke benaming verwijst naar de inheemse Italiaanse naam van de boom.

## Determinatie
Alpenden is een groenblijvende boomvormende conifeer met een zuilvormige kroon die vanaf de grond stevige, horizontale takken vormt. De uiteinden zijn iets naar boven gebogen. De boom bereikt een hoogte van ± 25 m. De boomschors is donkergrijs of oranjebruin. Als de boom ouder wordt, krijgt de schors schubben en ondiepe groeven en wordt de kroon wat breder en ronder. De takken zijn groenachtig bruin en zijn dichtbezet met oranjebruine donshaartjes.
Alpenden heeft naalden van 7–9 cm lang die in bosjes van vijf stuks staan, wat hem onderscheidt van andere naaldgewassen. De naalden zijn glimmend donkergroen van buiten en blauwgroen/wit van binnen.
De kegels zijn eivormig en 8 × 6 cm groot. De kleur varieert van purperkleurig tot glanzend roodbruin. De in doorsnede driehoekige kegel heeft eetbare vleugelloze zaden. Als de kegel rijp is, valt deze af, rot weg en dan komen de zaden vrij.

## Ecologie

Zicht op een door alpenden gedomineerde alpiene bosweide in een fijnmazig mozaïek met alpiene grasland en dwergstruweel.

Alpenden groeit op zure bodems tot vlak onder de boomgrens, soms tot bijna 3000 m.
De notenkraker speelt een belangrijke rol bij de natuurlijke zaadverspreiding van alpenden. De vogel verstopt kegels van de boom onder de grond bij wijze van wintervoorraad, maar eet deze niet allemaal op. Zaden uit kegels, die in de grond blijven zitten, kunnen in het volgende voorjaar ontkiemen, zodat jonge boompjes ontstaan.

### Syntaxonomie
In de syntaxonomie staat alpenden te boek als diagnostische soort voor de klasse van naaldbossen (Vaccinio-Piceetea).

## Verspreiding
Het verspreidingsgebied van alpenden strekt zich uit over de Alpen en de Karpaten. In andere delen van Europa wordt alpenden aangeplant als sierboom of voor de bosbouw. Eveneens is ze te vinden in de uitgestrekte naaldbossen van Centraal-Azië.

## Toepassingen
Alpenden heeft bleek, harsachtig hout met een rode kern dat eenvoudig te bewerken is. Het wordt gebruikt voor meubels, koekoeksklokken, houtsnijwerk en speelgoed.
De etherische olie die uit het hout van alpenden wordt gewonnen, wordt gebruikt tegen motten. Ook kasten die van dit hout zijn gemaakt zijn hierdoor mottenwerend. De olie bevat het enzym pinosylvin, dat een antibacteriële en schimmelwerende werking heeft. In een vochtige omgeving is hoge bacterieremmende werking van alpendenhout geconstateerd, wat schimmelgroei verhindert.
Van de vruchten wordt met name in Oostenrijk en Oberbayern ook wel een alcoholische drank, Zirbelschnaps, gebrouwen.

## Fotogalerij

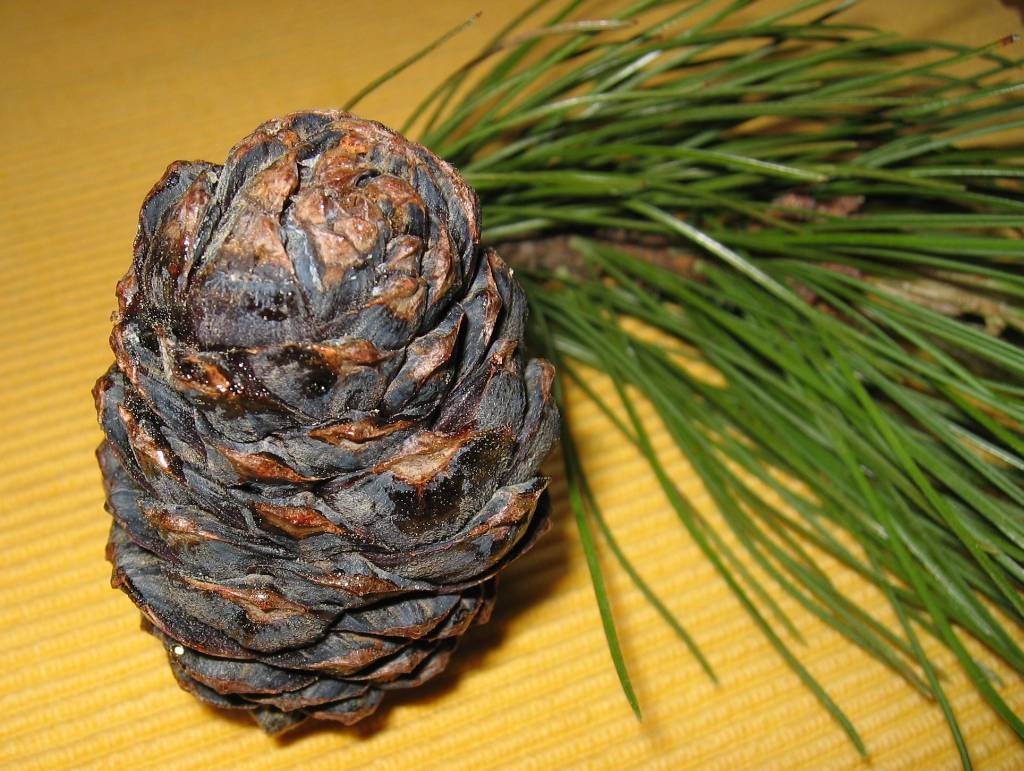
Een kegelvrucht
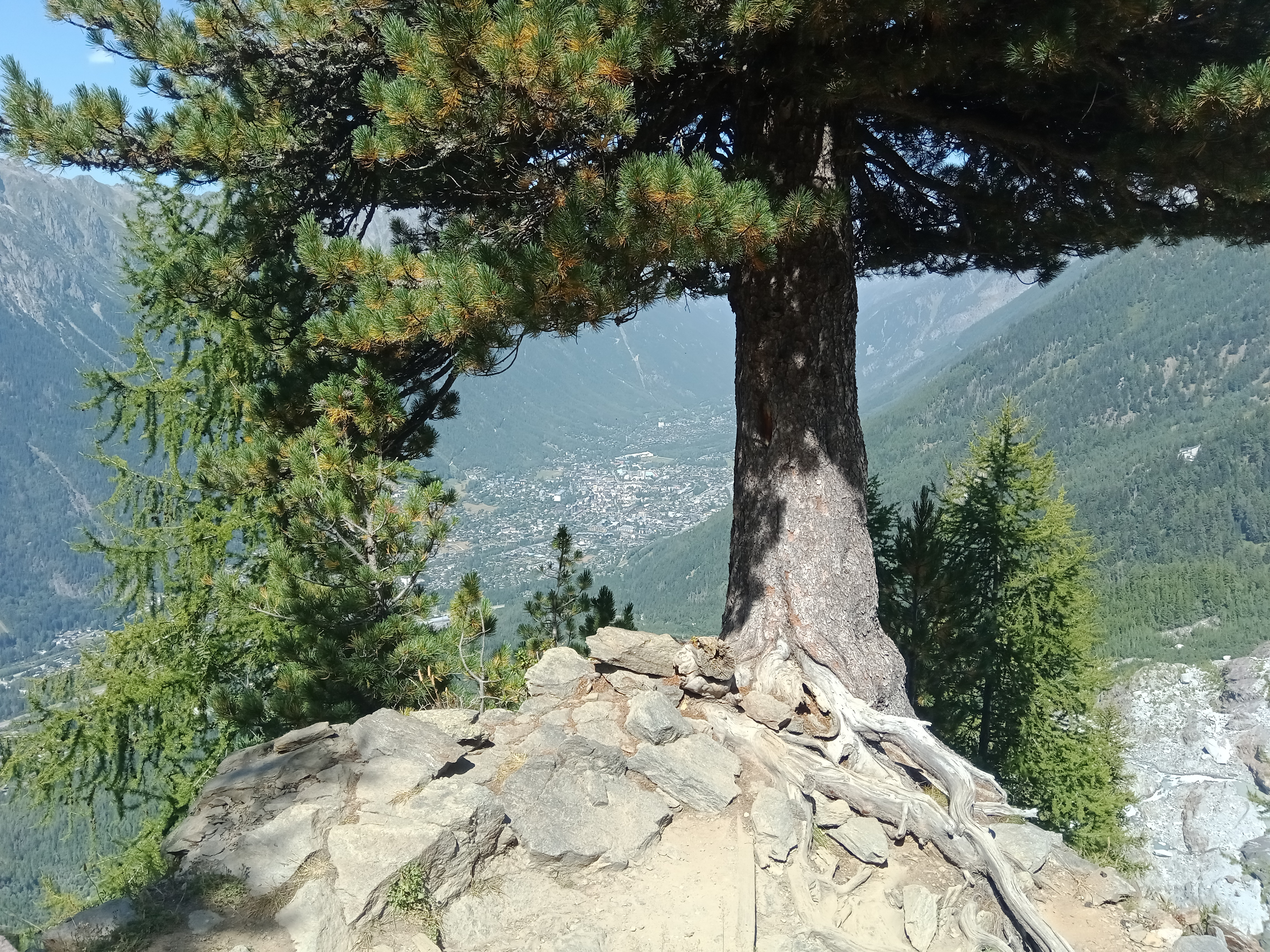
Een boomvoet

... · 
P. albicaulis (asgrijze den) · 
P. aristata (stoppelden) · 
P. balfouriana (vossenstaartden) · 
P. brutia (Turkse den) · 
P. canariensis (Canarische den) · 
P. cembra (alpenden) · 
P. contorta (draaiden) · 
P. densiflora (Japanse rode den) · 
P. halepensis (aleppoden) · 
P. heldreichii (Bosnische den) · 
Pinus hwangshanensis · 
P. jeffreyi (jeffreyden) · 
P. koraiensis (Koreaanse den) · 
P. lambertiana (suikerden) · 
P. longaeva (langlevende den) · 
P. monophylla · 
P. monticola (Amerikaanse witte den) · 
P. mugo (bergden) · 
P. muricata (bishopden) · 
P. nigra (zwarte den) · 
P. nigra subsp. laricio (Corsicaanse den)  · 
P. nigra subsp. nigra (Oostenrijkse den) · 
P. palustris (moerasden) · 
P. parviflora (Japanse witte den) · 
P. peuce (Macedonische den) · 
P. pinaster (zeeden) · 
P. pinea (parasolden) · 
P. ponderosa (gele den) · 
P. pumila (Siberische dwergden) · 
P. radiata (montereyden) · 
P. strobus (weymouthden) · 
P. sibirica (Siberische den) · 
P. sylvestris (grove den) · 
P. thunbergii (Japanse zwarte den) · 
P. wallichiana (tranenden) · 
...